# Cep (parany)

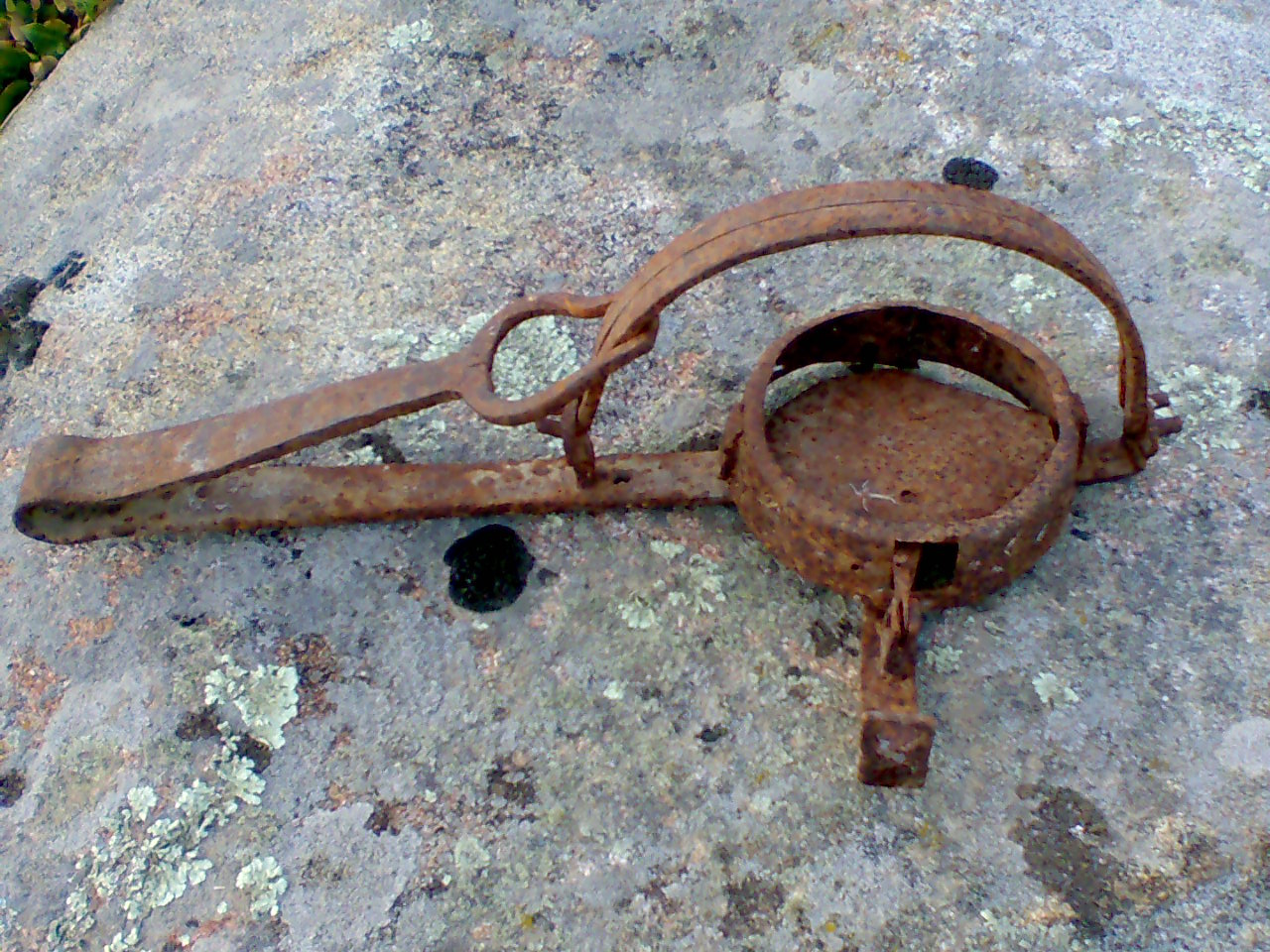
Cep utilitzat per caçar conills

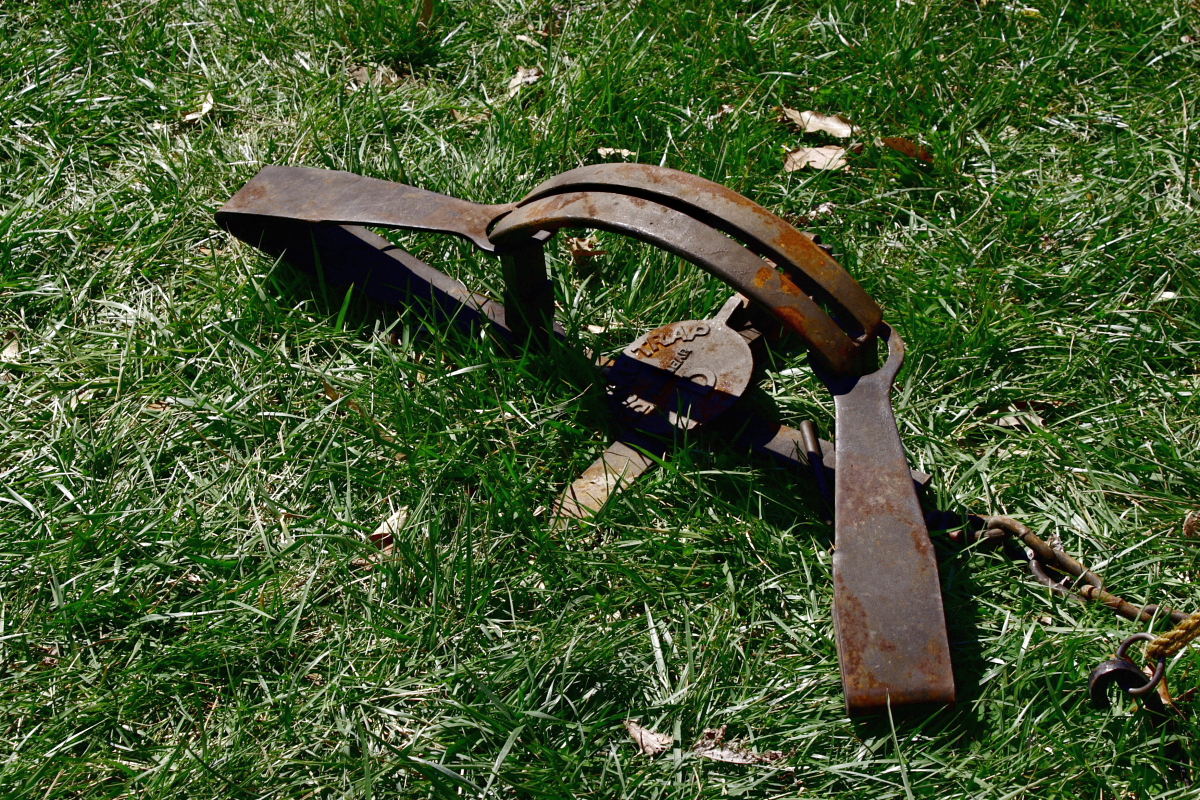
Cep per a ossos

Un cep (i quan és petit cepet o cepó) és un dispositiu utilitzat com a parany per la caça. També s'han utilitzat com a dispositius de seguretat dissenyats per a atrapar, incapacitar o matar humans.

## Descripció
Està format generalment per dues parts mòbils, habitualment en forma de semicercle cadascuna i que poden dur dents en algunes versions. A més, hi ha un mecanisme d'accionament basat en l'efecte ressort d'una part del parany feta d'acer trempat. Quan està preparat (o, més senzillament, parat), els dos semicercles estan estesos i són coplanars, formant un cercle de manera tal que a l'interior queda el mecanisme accionador. Quan aquest mecanisme rep una força suficient (com ara el pes de la presa o d'una persona que xafa dins del cercle i sobre el mecanisme accionador), el cep es tanca ajuntant els dos semicercles ràpidament i amb força, atrapant la presa i a més possiblement lesionant la presa (a part de la força de tancada, els semicercles poden ser dentats).

## Ús històric
Històricament els ceps han sigut dispositius mecànics per a atrapar caçadors furtius i intrusos. Els ceps han adoptat moltes formes distintes, havent sigut la més usual la de parany de certa grandària capaç d'atrapar un peu, amb els semicercles proveïts de dents que es clavaven en la cama de la víctima. Des de 1827 són il·legals a Anglaterra, excepte a les llars entre la posta i l'eixida del Sol, com a defensa contra els lladres.
Els ceps capaços de "força mortal" (deadly force) són il·legals als Estats Units, i hi ha hagut casos legals famosos en els quals l'intrús ha denunciat per danys (causats per un cep) el propietari d'una casa o terreny en què havia entrat a furtar. En el cas dels Estats Units, i com s'aprecia en l'important precedent judicial de Katko v. Briney, "la llei sempre valora més la seguretat humana que els mers drets de propietat".